# Ochotonobius hirticrus
Ochotonobius hirticrus är en loppart som först beskrevs av Jordan et Rothschild 1923.  Ochotonobius hirticrus ingår i släktet Ochotonobius och familjen smågnagarloppor. Inga underarter finns listade i Catalogue of Life.